# Chrysopilus opalizans
Chrysopilus opalizans är en tvåvingeart som beskrevs av Meijere 1913. Chrysopilus opalizans ingår i släktet Chrysopilus och familjen snäppflugor. Inga underarter finns listade i Catalogue of Life.